# El retorno del hombre lobo
El retorno del hombre lobo es una película española de terror estrenada en 1981, escrita y dirigida por Paul Naschy y protagonizada en los papeles principales por el propio Naschy, Julia Saly y Silvia Aguilar.

## Sinopsis
Tres jóvenes estudiantes alemanas, tras un accidentado viaje, llegan a los Cárpatos y descubren la tumba de la condesa Erzsébet Báthory, cuya leyenda sangrienta ha permanecido a través de los siglos. Una de ellas, Erika, tras una macabra ceremonia, devuelve la vida a Waldemar Daninsky.

## Reparto
- Paul Naschy ... Waldemar Daninsky / Hombre lobo
- Julia Saly ... Condesa Elisabeth Bathory
- Silvia Aguilar ... Erika
- Azucena Hernández	... Karen
- Beatriz Elorrieta	...	Mircaya
- Pilar Alcón ... Barbara
- Narciso Ibáñez Menta ...	Profesor
- Tito García ... Primer ladrón
- Pepe Ruiz	... Segundo ladrón
- Ricardo Palacios ...	Veres - Primer ladrón de tumbas
- Rafael Hernández	...	Yoyo - Segundo ladrón de tumbas
- David Rocha ... Bandido joven
- Charly Bravo
- Luis Bar Boo ... Sando - bandido
- José Riesgo
- Manuel Pereiro
- Ramón Centenero
- Alexia Loreto ...Víctima en el cubículo junto a su novio
- José Thelman
- Mauro Rivera
- José Luis Baringo
- José Cela
- Berto Navarro
- José Luis Chinchilla